# Barta Tamás

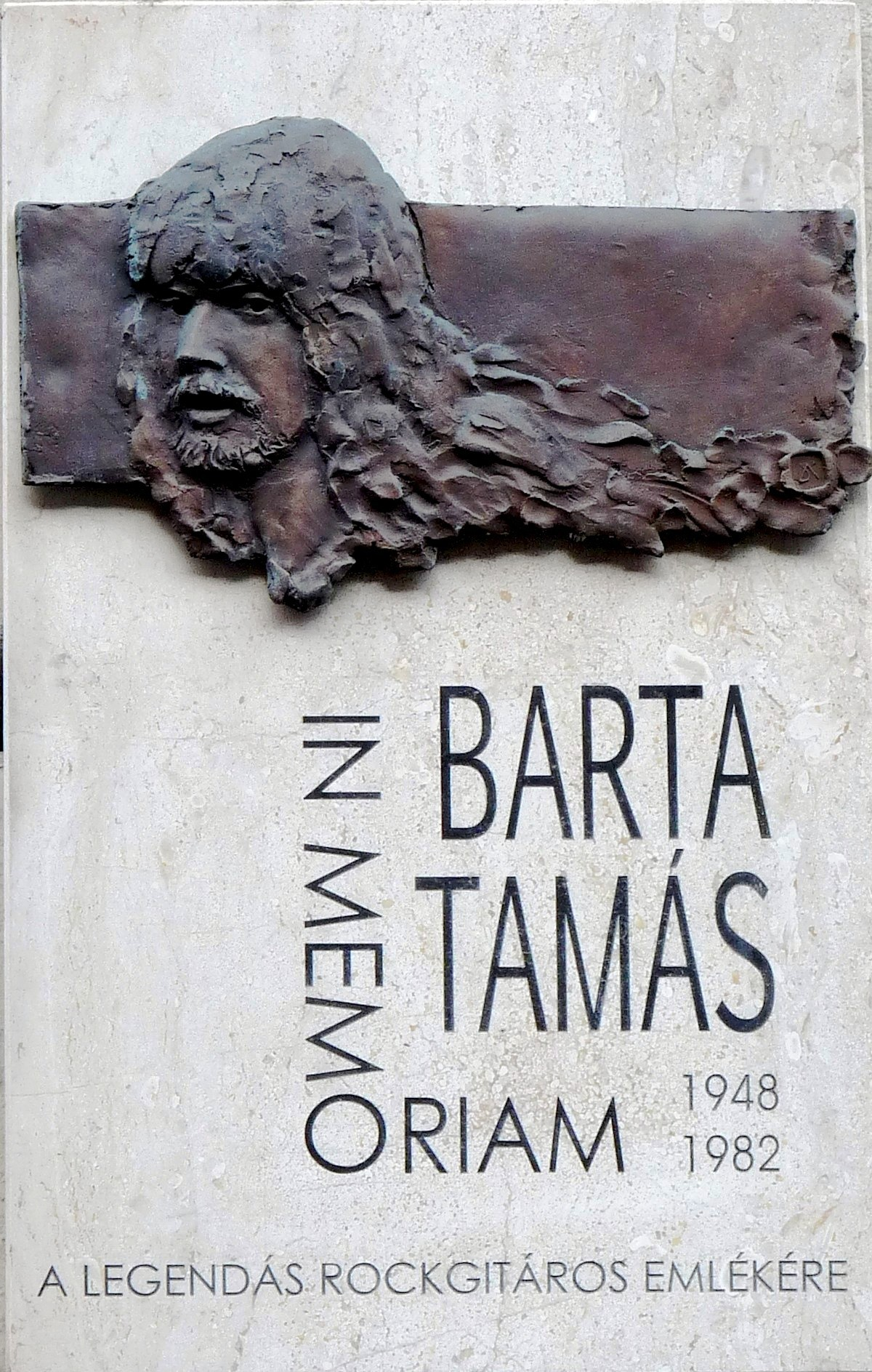
Emléktáblája az Izabella utca 39/b. számú ház falán, egykori lakhelyén. Deák Árpád alkotása.

Barta Tamás (Budapest, 1948. július 7. – Los Angeles, 1982. február 16.) magyar gitáros, énekes, zeneszerző.

## Pályafutása
1962 őszén kezdte meg középiskolai tanulmányait a Landler Jenő Villamosipari Technikumban, ahol Fenyő Miklós osztálytársa volt. Mivel többet jártak az iskola mellé mint az iskolába, 1964-ben mindkettőjüket kirúgták.
Később a középiskolai tanulmányait a Bláthy Ottó Erősáramú Ipari Technikumban folytatta.
1965-ben, 17 évesen lett tagja Fenyő Miklós akkori zenekarának, a Syconornak. Fenyő szerint Barta az ezt megelőző egy év alatt autodidakta módon tanult meg hangszerén játszani. A zenei alapjai megvoltak, hegedülni ugyanis tudott.
1967-ig volt a Syconor tagja. Utána katonáskodott, illetve vendégzenészként többször föllépett a Syriusszal. 1969-től ismét együtt zenélt Fenyővel: belépett a Hungáriába, s játszott a zenekar első, Koncert a Marson című 1970-es, illetve a zenekar 1971-ben kiadott cím nélküli albumán is. 

### Barta Tamás a Locomotiv GT tagjaként
A Hungáriából hívták az LGT-be, melynek első három lemezén, az 1971-es Locomotiv GT-n, az 1972-es Ringasd el magad címűn és az 1973-as Bummm!-on hallható. Emellett ő játszott az első magyar rockmusical, a Déry Tibor kisregénye alapján a Presser-Adamis szerzőpáros által írt Képzelt riport egy amerikai popfesztiválról felvételein. Ugyancsak az ő gitárjátéka hallható Zalatnay Saroltának az 1972-es Álmodj velem… és Kovács Katinak az 1974-es, az LGT-vel közösen készített, tulajdonképpen cím nélküli albumán, továbbá a Locomotiv GT 1971 és 1973 között Magyarországon kiadott 5 kislemezén is. A Kovács Kati-lemez fölvételei előtt nem sokkal halt meg Barta apja, aki nagyon közel állt hozzá. A Várlak! című Presser-szerzemény gyönyörű gitárszólója neki állít emléket.
A legtöbb magyar gitárostól eltérően Barta Tamás gitározásán amerikai rock&roll, rhythm&blues és country&western stílusjegyek ismerhetők fel. Barta kedvencei közé tartozott az angol Heads Hands & Feet. "Fantasztikusan játszott”, mondta Presser Gábor.
Barta Tamás nemcsak gitárosnak, hanem zeneszerzőnek is elsőrangú volt. A három LGT-, egy-egy Zalatnay- és Kovács Kati-lemez számai közül húsznak ő a zeneszerzője. E húsz szám némelyike, például a Gyere, gyere ki a hegyoldalba és az Ő még csak tizennégy hatalmas sláger lett, és azóta is az együttes legnépszerűbb dalai közé tartozik. Más, egyébként nem kevésbé nagyszerű nótákra, mint az a Ringasd el magadon hallható, Frenreisz Károllyal közösen szerzett, instrumentális Lincoln Fesztivál Bluesra, vagy a kislemezen megjelent – és a Zalatnay-albumon egy gyorsabb, zongoraalappal szintén hallható – Szeress nagyonra ma már csak kevesen emlékeznek. A Szeress nagyon kislemezen megjelent változatának huszonnégy másodperces bevezetője Presser és Barta közös jutalomjátéka. A Hammond orgona és a gitár tökéletes összhangja a magyar rockzene legszebb pillanatai közé tartozik. 1970 októberében a magyar zenészszakma a legjobb gitárosnak választotta.

### Disszidálása és későbbi élete haláláig
Az LGT 1974-ben a Nemzetközi Koncertigazgatóság (Interkoncert) által kiközvetítve, valamint egy Gombos nevű bőkezű clevelandi magyar szponzorálásának köszönhetően kijutott az Egyesült Államokba, Barta a turnéról nem tért haza. 
Los Angelesben rövid ideig stúdiózenészként próbálkozott, zenélt, illetve turnézott Johnny Rivers-szel. Barta megunta a turnézás viszontagságait, ezért a zenélés mellett beletanult a telemarketing üzletkötésbe.
Presser Gábor szerint Barta „gyönyörű” ember volt, aki nagyon tetszett a lányoknak. Az LGT amerikai turnémenedzserének Jimmy Millernek a titkárnője Carol szemet vetett Bartára, összejöttek, majd összeházasodtak. Imádta Amerikát, és az ottani élmények hatására döntötte el, hogy ottmarad, vagy ahogy akkoriban nevezték, disszidált, ami annyit jelentett, hogy nem tett eleget hazatérési kötelességének. 
Barta ezután főleg stúdiózenészként dolgozott, de kisebb együttesekben is zenélt. A hamis híresztelésekkel ellentétben nem igaz, hogy Carol szoktatta rá a kábítószerre, ugyanis mindketten heti 5 napon át reggel 9-17 óráig felelősségteljes és teljesítményalapú munkakörben dolgoztak. A hétvégén nagy valószínűséggel elszívtak néhány füves cigit, de megalapozott, kiegyensúlyozott életükre nem ez volt a jellemző. Feleségétől kitűnően megtanult angolul, nagy szókinccsel és hibátlan kiejtéssel beszélt. Válásuk után a fiatal Los Angeles-i magyarok közül Barta elsőként vett saját medencés házat Los Angeles Arleta nevű kerületében, a Terra Bella Streeten. Barátai gyakran vicceltek vele: az Izabella utcából a Terra Bella utcába költözött. 
1979 és 1982 között boldog, sikeres és független kaliforniai fiatalemberként élte életét. Hétfőtől péntekig telemarketinges üzletkötőként dolgozott, hétvégén klubokban gitározott. Gyakran randevúzott főleg amerikai magyarok Amerikában született lányaival. VW Cabriójával rendszeresen járt a tengerpartra és teniszezni, Bródy Jánossal a hawaii tengerparton gitároztak. A sajtó megalapozatlan híreszteléseivel ellentétben soha nem volt a kábítószerek rabja, maximum kikapcsolódásként élvezte azokat. Barta üzletkötői és zenészi munkája eredményeként anyagilag stabilan állt a saját lábán és sosem terjesztett kábítószert.
Az 1970-es, '80-as években Los Angelesben működött a magyar "papíros" maffia, melynek vezére Simon Csaba és Szendrő Öcsi volt. A piszkos munkát egy Markó Béla nevű, az USA-ba a mexikói határon át illegálisan beszökött bérgyilkossal végeztették. Az irodai "papíros biznisz” keretében a Gardner Street-i kétemeletes call centerükből 30 telefonos üzletkötő naponta 50-100 üzletet kötött az USA minden államában működő nagyvállalatok anyagbeszerzőivel úgy, hogy azokat megvesztegették. Forgalmuk megközelítette a napi 50 ezer (évi 16 millió) dollárt. Barta náluk dolgozott öt éven át üzletkötő alkalmazotti pozícióban. Barta úgy anyagilag, mint szakmailag elég erősnek érezte magát ahhoz, hogy saját céget alapítson. A céget (American Wholesale Office Supply, Inc., 14128 Terra Bella St., Arleta, LA, CA 91331) Barta nevére (ügyvezető igazgató) 1981. december 30-án jegyezték be. Barta korrektül felmondott és elszámolt Simon Csabával, a "keresztapával", aki szemtől szembe jó képet vágott ahhoz, hogy alkalmazottja, Barta kilépett tőle, és saját, önálló konkurens céget alapított. 
Simon ezt nem tudta megemészteni. Simon, Szendrő és Markó akkoriban köztudottan a "free base" kokainszívás függői voltak. Meghívatták magukat Barta házába egy medencés grillpartira. A buli során alkalmuk nyílott kellően feltérképezni Barta házát, az utcai főbejáratot és a kertből egy sikátorra nyíló hátsó kaput. Röviddel azután, hogy Barta beindította saját papír-irodaszer telemarketinges nagykereskedelmi vállalkozását, 1982. február 16-án holtan találták arletai házában. Haláláról két spekuláció látott napvilágot. Az első verzió szerint saját cége kiválása előtt Barta lemásolta Simon céges ügyfeleinek adatbázisát, és amikor ez kiderült, Simon bosszúból megölette. Ez a verzió állítólag azért született, hogy homályossá tegye a másodikat, amely szerint Barta elkísért egy „priuszos papírost” egy alvilági tárgyalásra, ahol a férfi begorombult, és amikor tárgyalópartnerük testőre tüzelt, Markó a földre vetette magát, Barta viszont rosszkor volt rossz helyen, majd holttestét a lakására vitték.
A kokainos leszámolásos történet is gyanúsan ennek a verziónak ágyazott meg, de talán az a legárulkodóbb, hogy két halotti bizonyítvány készült. Akkoriban nem volt szokatlan az a fajta korrupció, amikor egy leszámolás áldozatát öngyilkossá nyilvánították. Két pisztolygolyó fúródott a mellkasába, mégPályafutásapedig olyan távolról, hogy pólóján nem találtak perzselési nyomokat a gyilkossági nyomozók. Ez a tény kizárta az öngyilkosságot. A 94%-os felderítési rekordjára rátarti North Hollywood-i gyilkossági nyomozó a Barta életbiztosítását kibocsájtó biztosító társasággal összefogva Barta halálát öngyilkossággá nyilvánította, Barta édesanyjának nem fizették ki a fia halála után járó életbiztosítást.

## Emlékezete
Barta távozása után a magyar sajtóban és tömegkommunikációban, mint a disszidensek esetében ez kötelező volt, teljes mértékben elhallgatták a nevét. Csupán egy alkalommal készült vele interjú amerikai életéről. Az ez alapján készült újságcikk, Herskovits Iván írása a Daily News cimű angolnyelvű napilap 1979 egyik júniusi számában olvasható. Ez volt az egyetlen interjú, ami valaha Bartával készült.
Halálának tizedik évfordulóján, 1992-ben a Hungaroton Adamis Anna és Herskovits Iván szerkesztésében a Locomotiv GT-vel 1971 és 1973 között készült lemezeiből válogatást adott ki, ez volt az In memoriam Barta Tamás 1948–1982.
A Deák Árpád szobrászművész kezdeményezésére, és általa készített emléktábláját 2010. szeptember 23-án avatták fel Budapesten, egykori lakóháza oldalán, az Izabella utca 39/b szám alatt.

## Szerzeményei
- A kötéltáncos álma (LGT)
- A véremben van
- Azt hittem (LGT)
- Bárzene (LGT)
- Cirkusz (LGT)
- Csak Egy Szóra (LGT)
- Csavargók angyala (LGT)
- Gyere, gyere ki a hegyoldalba (LGT)
- Hej, Gyere Velem (LGT)
- Hűtlen lány (Syrius)
- Kakukkos karóra
- Kenyéren és vízen (LGT)
- Lincoln Fesztivál Blues (LGT)
- Napraforgó (Zalatnay Sarolta)
- Ordító arcok (LGT)
- Ő még csak most tizennégy (LGT)
- Royal blues (Gipszeld be a kezed) (LGT)
- Szabadíts meg (LGT)
- Szeress nagyon (Zalatnay Sarolta)
- Tanítsd meg a gyerekeket (Kovács Kati)
- Télutó (Kovács Kati)
- The Real Me (LGT)
- Vallomás (LGT)
- Vöröshangyaboly (Hungária)
- Visszamegyek a falumba (LGT)

## Dokumentumfilm
- Siess haza, vár a mama! (2019)[4]